# ヤンディン人
- ヤンディン人
- ヤンギン人
- ヤンディリ人
- ヤンダギール人

ヤンディン人（ヤンディンじん、英：Yandin, 露：Яндинцы）は、ロシアの
オモロイ川の中流域と上流域に沿って、あるいはレナ川とヤナ川の下流域に住んでに沿って居住し、ユカギール語のヤン方言（デトキル方言）を話した。失われたユカギール12部族の一つで、現在は存在していない。

## 概要
民族名は、ユカギール語のユカギール語の「янде」、つまりガチョウ、またはおそらくインディギルカの王子「Уянды」の名前にちなんで付けられた。50世紀前半の終わりまでにロシア人からの一方的なヤサク（現物税徴収）の影響を受け絶滅した。